# Ricky Bruch
Bjørn Richard "Ricky" Bruch (født 2. juli 1946 i Örgryte, Gøteborg, død 30. maj 2011 i Ystad) var en svensk atlet. 

## Karriere
Bruch brød igennem i midten af 1960'erne. Hans discipliner var kuglestød og specielt diskoskast, hvor han tilhørte verdenseliten fra slutningen af 1960'erne til midten af 1970'erne. Han blev den første i Sverige, der kastede over både 60 og 70 meter i diskoskast. Han slog den svenske rekord i diskoskast femten gange og havde frem til sin død 2011 holdt rekorden uafbrudt siden 1968. Bruch vandt det svenske mesterskab i diskoskast elleve gange og i kuglestød to gange. Hans kast på 71,26 fra 1984 er pr. 2020 det tiendebedste kast gennem tiderne, men ikke længere svensk rekord, der blev sat af Daniel Stahl i 2019. Højdepunktet i hans karriere kom i 1972, da han tangerede verdensrekorden med 68,40 på DN Galan på Stockholm Stadion.
Han deltog i tre olympiske lege: Ved OL 1968 i Mexico City var han meldt til i kuglestød, men deltog ikke i konkurrencen. Han deltog til gengæld i diskoskast, hvor han med 59,08 m kvalificerede sig til finalen. Her kastede han 59,28 m og blev samlet nummer otte. Ved OL 1972 i München kastede han i indledende heat 61,24 m, og i finalen forbedrede han sig til 63,40 m, hvilket var nok til bronzemedalje, blot 10 cm fra sølvmedaljen. Hans sidste OL var 1976 i Montreal, hvor han med 58,06 m blot blev nummer 20 i kvalifikationsrunden og dermed ikke nåede i finalen.
Bruch konkurrerede tidligt i karrieren i både vægtløftning og styrkeløft og i 1980'erne i bodybuilding. Bruch har flere gange, efter at karrieren sluttede, fortalt, at han systematisk dopede sig under hele karriere med forskellige anabolske steroider og andre stoffer.
Bruch var medlem af klubberne Malmö AI, IFK Helsingborg, Osterhaninge IF, KA2 IF og IK Diskus. 
Ud over sin idrætskarriere og et stormfuldt privatliv spillede Bruch også med film i den lettere genre bl.a. i Ole Søltofts sex-lystspil, Agent 69 Jensen i Skyttens tegn. Han havde også en birolle i filmversionen af Ronja Røverdatter. Selvbiografien Gladiatorns kamp kom i 1990 og han har skrevet digtsamlingen Själ och kropp: Dikter samlar Bruchs poesi (1975).
Bruch blev udnævnt til Årets Skåning 1970.
Han døde af cancer i bugspytkirtlen.

## Medaljer
Olympiske lege
- Bronze München 1972 Diskoskast

Europamesterskaber
- Sølv Athen 1969 Diskoskast
- Bronze Rom 1974 Diskoskast

## Svenske mesterskaber
- Guld 1970 Kuglestød
- Guld 1972 Kuglestød
- Guld 1967 Diskoskast
- Guld 1969 Diskoskast
- Guld 1970 Diskoskast
- Guld 1972 Diskoskast
- Guld 1973 Diskoskast
- Guld 1974 Diskoskast
- Guld 1975 Diskoskast
- Guld 1976 Diskoskast
- Guld 1977 Diskoskast
- Guld 1978 Diskoskast
- Guld 1983 Diskoskast

## Filmografi
- 1993 – Drömkåken (svensk)
- 1985 – Själen är större än världen (Dokumentarfilm) (svensk)
- 1984 – Ronja Røverdatter (svensk)
- 1978 – Agent 69 Jensen i Skyttens tegn (dansk)
- 1978 – Dante - akta're för Hajen! (svensk)
- 1974 – Anche gli angeli tirano di destro (italiensk)